# Протоиндийская мифология

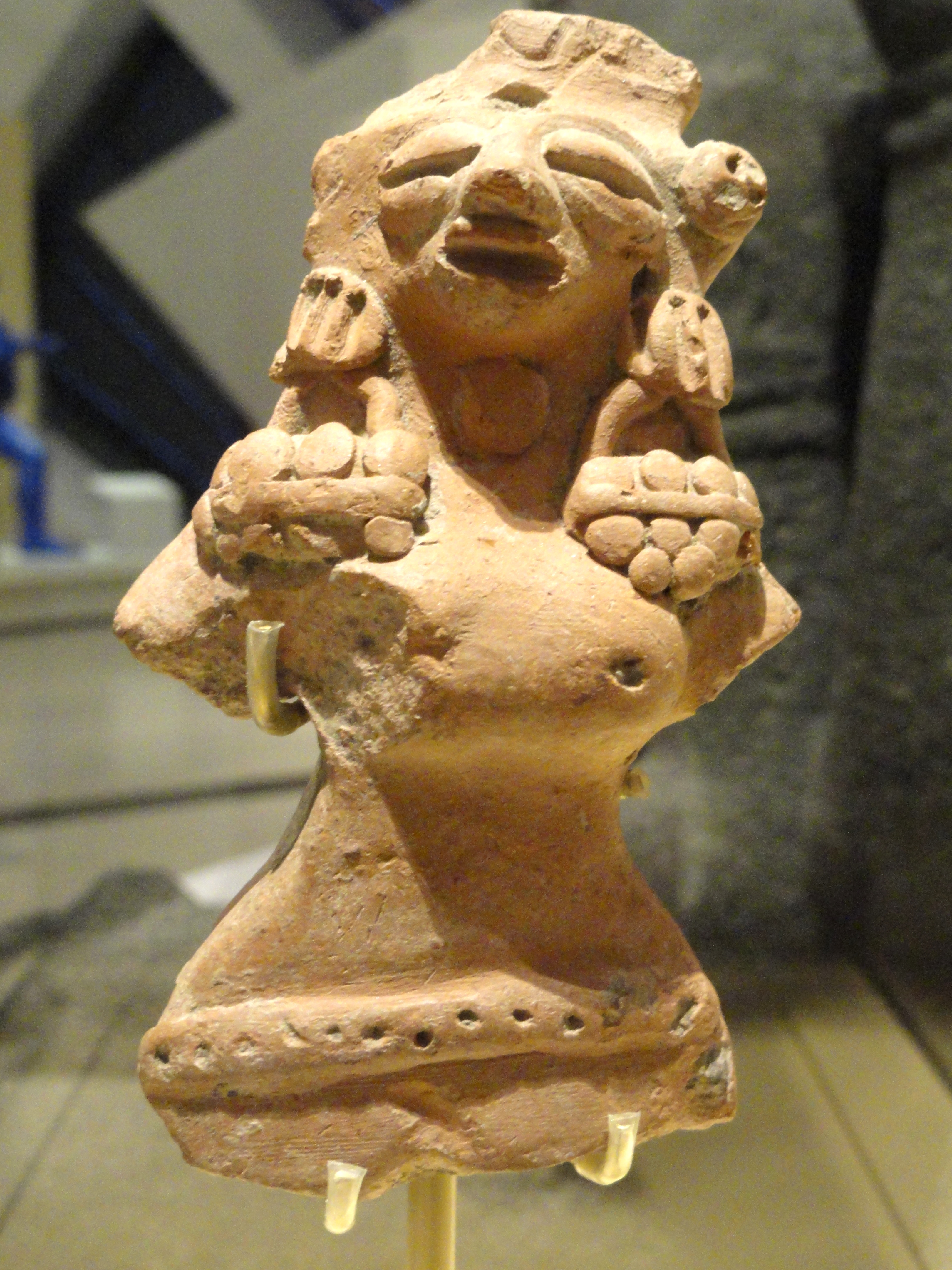
Женская фигура, возможно, богиня плодородия, фаза Хараппы, 2500—1900 годы до н. э.

Протоинди́йская мифология (мифология Индской цивилизации) — мифологические представления древнего населения Северо-Западной Индии, создателей Индской, или Хараппской культуры городской цивилизации долины Инда (3—2-е тысячелетие до н. э.), древнейшей цивилизации Южной Азии. Оказала влияние на дравидскую и ведийскую мифологию, индуизм и фольклор народов Индии.

## Интерпретации
Выявлена значительная устойчивость ряда существенных ритуально-мифологических моделей и схем, в первую очередь связанных с культом плодородия. Среди статуэток в домах горожан особенно многочисленны терракотовые фигурки, чаще женские, иногда соединённые со светильником, со сложными головными уборами и большим количеством бус и браслетов. Это позволяет говорить о почитании женщины как воплощения идеи плодородия. Предположительно статуэтки изображают великую богиню-мать, культ и изображения которой принадлежат к числу наиболее распространённых и интимных обычаев в индийской деревне.
В ряде случаев женские изображения имеют рога и связаны с растительными мотивами. На одной из табличек Мохенджо-Даро изображена богиня с рогами в разветвлении священного фигового дерева. Этот персонаж сравнивается с Лакшми. Перед ней в позе почитания расположен рогатый адорант, предположительно, тоже божественной природы. Между его рогами изображена ветвь с цветами и листьями, позади него — козёл с человеческим лицом. Под этими персонажами находятся семь фигур, предположительно, богинь с длинными косами и ветвью на голове. Исследователи относят их к нижнему миру. Так, их сравнивали с богиней оспы Ситалой и её шестью сёстрами.
Изображение женской фигуры в ветвях дерева может быть связано с культом деревьев. Почитались в основном мощные фиговые деревья (баньян, пиппал), с которыми могла ассоциироваться идея мирового древа. На ряде печатей изображены животные у дерева или женщина у дерева. Присутствуют только два вида деревьев — ашваттха и пиппала, которые позже, в ведийской и индуистской мифологиях выступают в качестве образа мирового древа. Известно изображение богини в дереве, бога на троне, буйвола и тигрицы. Эти изображения, наряду с некоторыми другими сценами, рассматриваются как своеобразный конспект мифа. Встречаются случаи мультипликации ашваттхи. На одном из изображений представлен женский персонаж между двумя стволами ашваттхи или ашваттху с четырьмя ветвями, рядом с которой находятся две держащиеся за неё фигуры.
Мужской аспект плодородия связывается с имеющимися на печатях изображениями рогатого и трёхликого божества, восседающего на троне или на земле в ритуальной позе (с поджатыми ногами). Из его головы между рогами растёт ветвь с цветами. Вокруг расположены животные: олени или антилопы, носорог, слон, буйвол, тигр. Это изображение очень близко образу Шивы-Пашупати, владыки зверей.
С мотивами плодородия связываются также многочисленные фаллические символы из камня конусообразной формы, гипотетический культ которых сравнивается с поклонением лингаму в культе Шивы в Индии вплоть до последнего времени. Известно изображение на печати трёхликого персонажа в итифаллическом состоянии. Этим символам соответствовали женские символы (аналог йони) в виде каменных колец. Считается, что сочетание этих символов отражено в архаичных колоннах, основание которых выходит из каменного кольца. Найдены игральные фигурки для игр типа шахмат или шашек, имеющие фаллическую форму. Существует большое число игр, в которых разные стороны обозначены как «мужская» и «женская» и фигуры подобны соответствующим символам, например, кетские «шахматы».

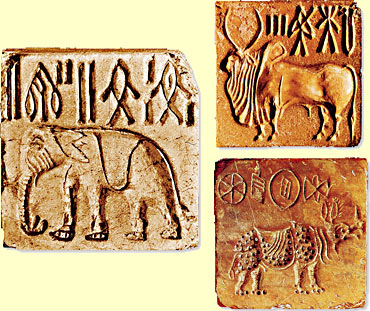
Печати с зебу, слоном и носорогом, 2500—1900 годы до н. э.

Известны многочисленные изображения на печатях и таблицах животных: тура, быка, буйвола, носорога, слона, тигра, гавиала с рыбой, антилопы, козла, змей. Почти полностью отсутствуют изображения льва. На изображении, сближаемым по типу с образом Гильгамеша, держащего двух львов, последних заменяют тигры.
Часто встречаются изображения фантастических гибридных существ, к которым принадлежат антропотризавр (бык с лицом человека, хоботом слона, хвостом тигра), тур — трикефал (верхняя голова — антилопы, нижняя — быка), носорог — трикефал эктозавр (звездообразная фигура с головами разных животных), тигр с рогами быка, имеющий лицо человека, бык с хвостом в виде кобры и др.

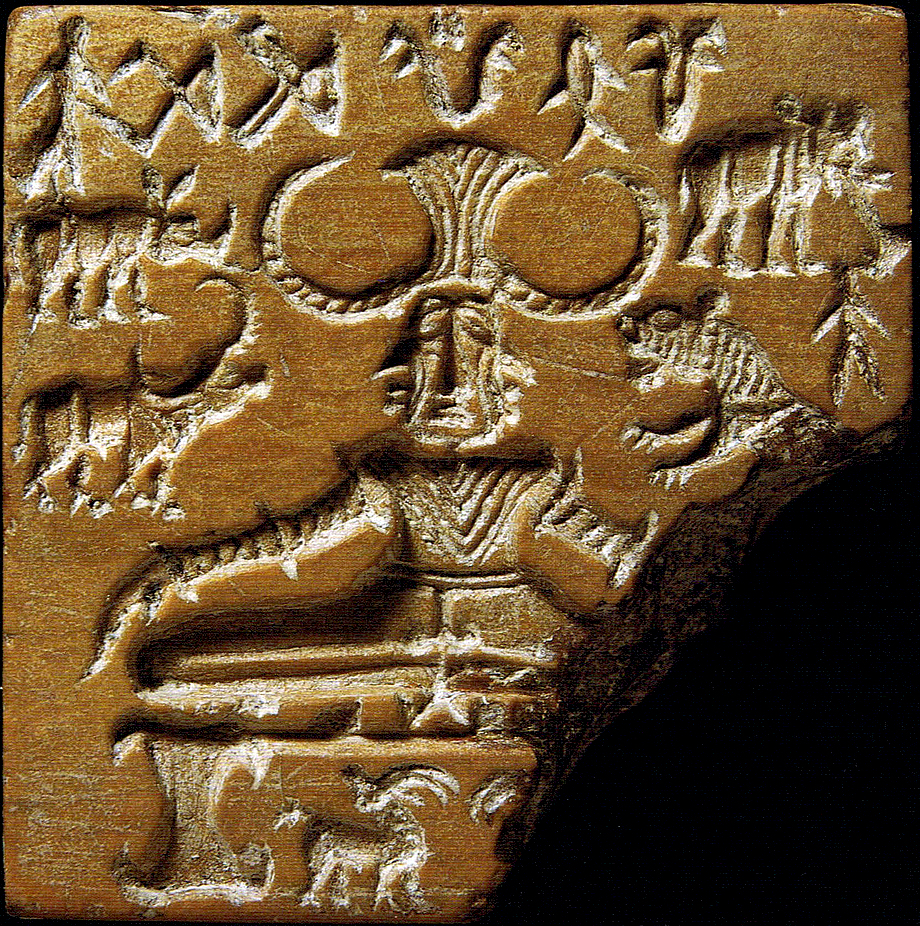
Антропоморфный персонаж с рогами буйвола на так называемой «Печати Пашупати», Мохенджо-Даро, 2600—1900 годы до н. э.

Судя по изображениям, важное место в протоиндийской мифологии занимал антропоморфный персонаж с рогами буйвола, возможно, интифаллический образ. Чаще всего он изображался на троне в «йогической» позе. На одной из печатей (так называемая «Печать Пашупати») его окружают носорог, буйвол, тигр и слон, которые, как считается, символизируют стороны света. Рядом с этой фигурой изображается сцена убиения буйвола, что, предположительно, указывает на жертвоприношение ему, а контурами тростниковой хижины обозначено его святилище. Культ буйвола развивался с периода, предшествовавшего развитой городской индской культуре. Связанные изображения представлены, например, на керамике из Кот-Диджи (начало 3-го тысячелетия до н. э.). Сцены единоборства антропоморфных персонажей с буйволом или с двумя тиграми отражают некие мифологические сюжеты.
В ряде случаев изображаются животные, которые следуют друг за другом — политерионы. Ряд протоиндийских изображений животных мог предвосхищать более поздний мотив вахан и локапал, воплощённых в животных. Также предполагаются протоиндийские соответствия более поздней системе образов зодиака.
Культ плодородия связывается также с символами на табличках: свастика, трилистник, фигура, похожая на древнеегипетский джед и колесо с шестью спицами, как считается, образ солнца Э. Маккей сопоставлял шестилучевую фигуру с головой тура с солнцем. Бассейн в цитадели Мохенджо-Даро и комнаты для омовений в жилых кварталах города могут быть связаны с культовой ролью воды.

## Связь с другими традициями
К мифологии Индской цивилизации отчасти восходят некоторые идеи и образы дравидской мифологии. Многочисленные параллели с протоиндийской мифологией прослеживаются в индуизме и фольклоре народов Индии (культ воды, деревьев и животных, мифы, связанные с буйволом, многоголовые существа, почитание богинь-матерей и мн. др.). Исследователи отмечают протоиндийские параллели и, возможно, и источники индуистских мифов, связанных с Шивой и его жёнами, Вишну, Скандой, с обращением к астрономическому и календарному коду. Протоиндийский материал связан в большей степени с индуистской мифологией (шиваизм, вишнуизм), а не к более ранней и близкой по времени к индской культуре ведийской мифологии. Нередко ближайшие параллели протоиндийской мифологии обнаруживаются не в культуре Северной Индии, а на дравидском юге. В этой связи протоиндийская мифология всё чаще рассматривается исследователями как протодравидская. Ряд мифологических, религиозных и ритуальных тем и образов протоиндийской мифологии продолжили существовать вплоть до современной низовой «деревенской» мифологии Индии.
Уже первые исследователи древней культуры долины Инда отмечали существенные параллели и, предположительно, прямые заимствования из культуры шумерского круга, например, имеется протоиндийская параллель к образам Гильгамеша и Энкиду.